# Henry-Louis de La Grange
Henry-Louis de La Grange (Paris, 26 de maio de 1924 — 27 de janeiro de 2017) foi um musicólogo francês, biógrafo de Gustav Mahler.

## Biografia
Henry-Louis de La Grange nasceu em Paris numa família de mãe norte-americana (Emily Sloane) e pai francês (Amaury de la Grange), senador, ministro e vice-presidente da Federação Internacional de Aviação. Henry-Louis estudou humanidades em Paris e Nova Iorque e literatura na Universidade de Aix-en-Provence e na Sorbonne. De 1946 a 1947 estudou na Escola Universitária de Música de Yale e, entre 1948 e 1953, estudou piano em Paris com Yvonne Lefébure, e harmonia, contraponto, e análise musical com Nadia Boulanger.
La Grange começou a trabalhar como crítico de música em 1952, escrevendo artigos para o New York Herald Tribune e para o The New York Times, além das revistas Opera News, Saturday Review, Musical America, e Opus nos Estados Unidos, e Arts, Disques, La Revue Musicale, e Harmonie em França.
Quanto à música de Gustav Mahler, ouviu a sua Sinfonia n.º 9, em 20 de dezembro de 1945 num concerto em que Bruno Walter, discípulo de Mahler, dirigiu a Orquestra Filarmónica de Nova Iorque na sua primeira execução da obra. La Grange foi ao concerto porque era um grande admirador do maestro, mas sabia pouco de Mahler, na altura não tão célebre quanto hoje. Surpreendeu-se com a duração da sinfonia e com o seu estilo invulgar, e interessou-se por conhecer a obra. Decidiu investigar a obra de Mahler a fundo. Conheceu a viúva de Gustav Mahler, Alma Mahler, em 1952, tornou-se amigo da filha do compositor Anna, e entrevistou outros contemporâneos do compositor. Investigou na Europa e América do Norte e reuniu uma coleção admirável de documentos sobre Mahler. Estes documentos fazem hoje parte de uma biblioteca multimédia, a Médiathèque Musicale Mahler, fundada em 1986 com Maurice Fleuret como Bibliothèque Gustav Mahler.
O primeiro volume da magistral biografia de Mahler foi publicado pela Doubleday (Nova Iorque) em 1973, e pela Gollancz (Londres) em 1974, recebendo o Prémio Deems Taylor (Estados Unidos, 1974). Uma edição revista em francês foi publicada pela Fayard em 1979, seguida por dois outros volumes em 1983 e 1984, tendo a obra inteira cerca de 3600 páginas, e recebido grandes prémios e distinções.
O musicólogo foi distinguido com numerosos prémios, medalhas e condecorações.

## Obras

### Livros
- Mahler, vol. I (1860–1901).  Garden City, New York: Doubleday & Co, 1973, 982 pp, ISBN 978-0-385-00524-1.
- Mahler, vol. I (1860–1901).  London: Gollancz, 1974, 987 pp, ISBN 978-0-575-01672-9.
- Gustav Mahler (in French, three volumes):
  - vol. 1: Les chemins de la gloire (1860–1899). Paris: Fayard, 1979, 1149 pp, ISBN 978-2-213-00661-1.
  - vol. 2: L'âge d'or de Vienne (1900–1907). Paris: Fayard, 1983, 1278 pp, ISBN 978-2-213-01281-0.
  - vol. 3: Le génie foudroyé (1907–1911). Paris: Fayard, 1984, 1361 pp, ISBN 978-2-213-01468-5.
- Gustav Mahler (em inglês, revisto e ampliado do francês, 3 volumes de coleção de 4):
  - vol. 2: Vienna: The Years of Challenge (1897–1904). Oxford: Oxford University Press, 1995, 892 pp, ISBN 978-0-19-315159-8.
  - vol. 3: Vienna: Triumph and Disillusion (1904–1907). Oxford: Oxford University Press, 2000, 1000 pp, ISBN 978-0-19-315160-4.
  - vol. 4: A New Life Cut Short (1907–1911). Oxford: Oxford University Press,  2008, 1758 pp, ISBN 978-0-19-816387-9.
- Vienne, une histoire musicale (em francês, 2 volumes):
  - vol. 1: 1100–1848. Arles: Bernard Coutaz, 1990, 261 pages, ISBN 978-2-87712-008-1.
  - vol. 2: 1848 à nos jours. Arles: Bernard Coutaz, 1991, 261 pages, ISBN 978-2-87712-047-0.
- Vienne, une histoire musicale (em francês, ed. conjunta). Paris: Fayard, 1995, 417 pages, ISBN 978-2-213-59580-1 (trad. tb. alemão e espanhol).
- Mahler: A la recherche de l'infini perdu, trad. japonês de Takashi Funayama. Tokyo: Soshiba, 1993, 277 pages, ISBN 978-4-7942-0519-3.
- Ein Glück ohne Ruh' – Die Briefe Gustav Mahlers an Alma (em alemão, 1.ª ed. completa), edited with Günther Weiß, and Knud Martner, Berlin: Siedler Verlag, 1995, 575 pages, ISBN 978-3-88680-577-8.
- Op zoek naar Gustav Mahler [Researching Gustav Mahler], trd. neerlandês de Ernst van Altena. Amsterdam: Landsmeer, Meulenhoff, 1995, 127 pages, ISBN 978-90-290-4932-0.
- Gustav Mahler: Letters to his Wife, ed. Henry-Louis de La Grange, Güther Weiß, and Knud Martner, trad. inglês de Antony Beaumont. Ithaca: Cornell University Press, 2004, 431 pages, ISBN 978-0-8014-4340-4.

### Outras publicações
Coleção de artigos e aulas, trad. japonês em 1992 por ARC (Tóquio).

Revisão (1986–1995) de registos da obra de Mahler para a revista francesa Diapason e artigos para Le Monde, L'Evénement du Jeudi, Le Monde de la Musique, Opus (Chatsworth, California: ABC Consumer Magazines), Scherzo (Madrid), Amadeus (Milão) e Le Nouvel Observateur.